# Maisons-Laffitte
Maisons-Laffitte és un municipi francès, situat al departament de Yvelines i a la regió de l'Illa de França. L'any 1999 tenia 21.856 habitants.
Forma part del cantó de Sartrouville, del districte de Saint-Germain-en-Laye i de la Comunitat d'aglomeració Saint Germain Boucles de Seine.

## Fills il·lustres
- René Le Roy (1898-1985)